# Serder Serderov
Serder Mukailovič Serderov (in russo Сердер Мукаилович Сердеров?; Machačkala, 10 marzo 1994) è un calciatore russo, attaccante della Dinamo Machačkala.

## Carriera

### Club
Fino al 2016 aveva sempre giocato nel campionato russo.

### Nazionale
Ha debuttato con la maglia della nazionale Under-21 durante le qualificazioni al campionato europeo di categoria nel 2015.